# Premières Nations de Cold Lake
Pour les articles homonymes, voir Cold Lake.
Les Premières Nations de Cold Lake (Cold Lake First Nations en anglais) sont une bande indienne en Alberta au Canada. Le nom de la bande est au pluriel puisqu'elle comprend des membres de différentes origines ethniques. Elle possède cinq réserves dont une est partagée avec cinq autres bandes. Elle est basée à Cold Lake. En avril 2016, elle avait une population totale inscrite de 2 846 membres dont 1 378 vivaient sur une réserve. Elle est signataire du Traité 6.

## Réserves
| Nom            | Superficie (ha) | Emplacement                                                              |
| -------------- | --------------- | ------------------------------------------------------------------------ |
| Blue Quills    | 96,20           | 3 km à l'ouest de Saint-Paul                                             |
| Cold Lake 149  | 14 528,10       | 26 km à l'est de Bonneyville                                             |
| Cold Lake 149A | 71,60           | Sur la rive sud du lac Cold                                              |
| Cold Lake 149B | 4 134           | Au sud de la rivière Beaver à une courte distance à l'ouest de Cold Lake |
| Cold Lake 149C | 2 023,50        |                                                                          |